# Saint-Fraigne
 Saint-Fraigne  es una población y comuna francesa, en la región de Poitou-Charentes, departamento de Charente, en el distrito de Angoulême y cantón de Aigre.

## Demografía
| 548 | 562 | 500 | 484 | 472 | 426 |
| Para los censos de 1962 a 1999 la población legal corresponde a la población sin duplicidades (Fuente: INSEE [Consultar]) |     |     |     |     |     |